# 神保源十郎
神保 源十郎（じんぼ げんじゅうろう、1829年 - ?）は、日本の柔術家。号は柳風斎、名は正義。

## 経歴
1829年12月18日（文政12年11月23日）に上野国の池端村に生まれる。
1843年（天保14年）十五歳で青梨子村（現在の青梨子町）の桜井邦造源儀信から天神真楊流を数年学ぶ。また、桜井邦造の師である天神真楊流の祖磯又右衛門に入門し五年間修業した。
1849年（嘉永2年）道場を設け天神真楊流を教授した。
1861年（文久元年）に武州鷺宮の柔術家橋本道龍斎と試合して勝ち名声を得た。
門人は二千人を数え、免許は六人、目録は三十人いた。
高弟の一人である田子信重は、柔術の技を以て海江田信義に知られ警視庁柔術師範（警視庁武術世話掛）となった。

## 史跡
神保源十郎寿蔵碑
1895年（明治28年）建立。海江田信義篆額。
群馬県前橋市池端町八幡川の近くにある神保源十郎を顕彰した記念碑。

## 門人
- 磯又右衛門柳関斎源正足
- 桜井邦造源儀信
- 神保源十郎柳風斎正義（神保源重郎源且久）
  - 田子信重
    - 塩沢庄五郎
    - 松岡義信
      - 佐藤義光

    - 横溝一馬
      - 牛込岩尾
      - 牛込久雄

    - 間庭美治
      - 間庭重雄

    - 天野
    - 今井
    - 前田
    - 小泉軍治
    - 永菅藤市

  - 関口房太郎
    - 柳岡儀運
      - 柴崎大太郎
        - 柴崎松太郎
        - 田中健重

  - 木暮正勝
    - 木暮武司
      - 木暮正雄

    - 関根源内
      - 関根源三郎

  - 木暮正武
    - 木暮武司
      - 木暮正雄

  - 田中冨五郎源義苗
    - 田中貞一
    - 関貞二郎
      - 堤登茂治

    - 猪俣高美

  - 飯塚永三郎
    - 飯塚半七
    - 猪俣高美